# ماهی‌خورک بیسمارک
 ماهی‌خورک بیسمارک (نام علمی: Alcedo websteri) نام یک گونه از تیره ماهی‌خورک‌های رودخانه‌ای است.